# Matthias Eibinger
Matthias Eibinger (* 5. Jänner 1993) ist ein professioneller österreichischer Pokerspieler.
Eibinger hat sich mit Poker bei Live-Turnieren mehr als 17,5 Millionen US-Dollar erspielt und ist damit der erfolgreichste österreichische Pokerspieler. Er gewann 2018 das Super High Roller der European Poker Tour und 2023 das Main Event der Triton Poker Series.

## Persönliches

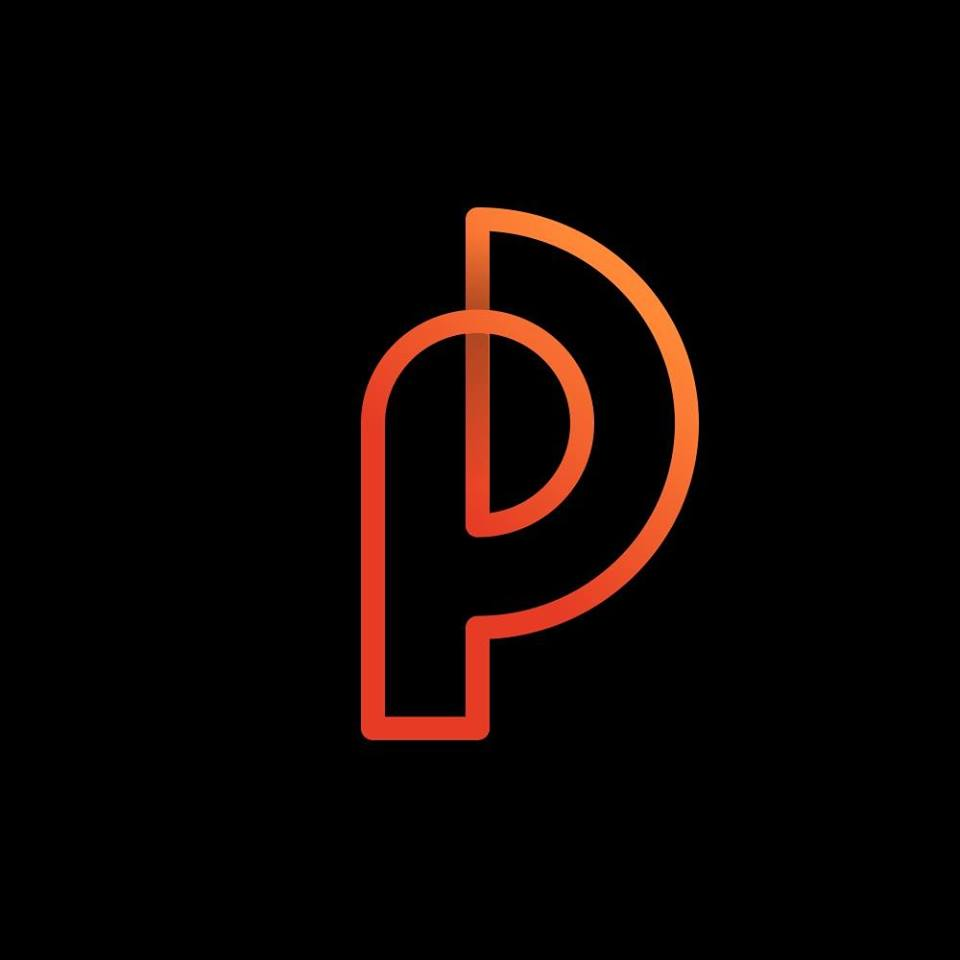
Logo seines Projekts Pokercode

Eibinger wuchs als Sohn eines Immobilienunternehmers mit einer älteren Schwester in Seiersberg auf, wo er auch heute noch lebt. Als Kind lernte er Klavier und hatte eine Vorliebe für Computerspiele. In der Schule war er mathematisch hochbegabt und schloss sie mit der Matura ab. Anschließend diente er dem Bundesheer.
Am 31. Mai 2019 eröffnete er gemeinsam mit dem deutschen Pokerspieler Fedor Holz die Website Pokercode.com, auf der sie einen Pokerkurs zur Verbesserung des eigenen Pokerspiels vertreiben.

## Pokerkarriere

### Werdegang
Eibinger begeisterte sich nach einem Urlaub in Las Vegas im Alter von 15 Jahren für Poker und vertiefte das Spiel später mit einem Buch über Pokertheorie. Nach der Matura nahm er sich ein Jahr Zeit, um sich mit intensivem Studieren des Pokerspiels den Traum vom Profi zu erfüllen. Seit April 2011 spielt er Onlinepoker. Dabei nutzt der Österreicher die Nicknames iambest2 (PokerStars) und iTILTuu (partypoker), unter denen er sich mit Turnierpoker mittlerweile mehr als 2 Millionen US-Dollar erspielt hat. Darüber hinaus ist er bei GGPoker unter seinem echten Namen aktiv.
Seine erste Geldplatzierung bei einem Live-Turnier erzielte Eibinger Anfang Juni 2016 bei der World Series of Poker (WSOP) im Rio All-Suite Hotel and Casino am Las Vegas Strip. Dort kam er beim Colossus in der Variante No Limit Hold’em in die Geldränge. Mitte Juni 2017 wurde er beim Deepstack Extravaganza im Venetian Resort Hotel Siebter für rund 80.000 US-Dollar Preisgeld. Mitte Jänner 2018 belegte der Österreicher bei einem Event des PokerStars Caribbean Adventures auf den Bahamas den dritten Platz und erhielt dafür knapp 75.000 US-Dollar. Im April 2018 wurde er beim €50k Super High Roller der partypoker Millions in Barcelona Siebter für 110.000 Euro. Ende Mai 2018 erreichte Eibinger beim Aria 100K im Aria Resort & Casino am Las Vegas Strip den Finaltisch und erhielt aufgrund eines Deals mit Jason Koon ein Preisgeld von mehr als einer Million US-Dollar. Anfang Juli 2018 gewann der Österreicher an gleicher Stelle das Aria 25K mit einer Siegprämie von rund 300.000 US-Dollar. Ende August 2018 wurde er beim Super High Roller der European Poker Tour (EPT) in Barcelona Dritter und erhielt knapp 760.000 Euro. Anfang November 2018 gewann Eibinger ein 50.000 US-Dollar teures High Roller im Aria Resort & Casino mit einer Siegprämie von 575.000 US-Dollar. Mitte Dezember 2018 setzte er sich auch beim Super High Roller der EPT in Prag durch und sicherte sich den Hauptpreis von 653.000 Euro. Ende April 2019 gewann der Österreicher ein 50.000 Euro teures Event der EPT in Monte-Carlo und erhielt eine Siegprämie von knapp 850.000 Euro. Anfang August 2019 erreichte er bei zwei Turnieren der Triton Poker Series in London die Geldränge und überholte mit gewonnenen Preisgeldern von umgerechnet über 770.000 US-Dollar Thomas Mühlöcker in der Rangliste der erfolgreichsten österreichischen Pokerspieler. Ende Oktober 2019 wurde Eibinger beim Diamond High Roller der World Series of Poker Europe im King’s Resort in Rozvadov Fünfter und erhielt mehr als 450.000 Euro. Mit zwei Geldplatzierungen bei der partypoker Live Millions Super High Roller Series in Sotschi, für die er mehr als 1,2 Millionen US-Dollar erhielt, durchbrach Eibinger im März 2020 als erster Österreicher die Marke von 10 Millionen US-Dollar in Live-Pokerturnierpreisgeldern. Anschließend erzielte er, bedingt durch die COVID-19-Pandemie, bis April 2022 keine weitere Live-Geldplatzierung, ehe er ein Event der Triton Series im nordzyprischen Kyrenia mit einem Hauptpreis von 676.000 US-Dollar für sich entschied. Ebenfalls dort gewann der Österreicher im September 2022 ein Event mit einer Siegprämie von 545.000 US-Dollar. Bei der Austragung der Turnierserie in London erzielte er ab Ende Juli 2023 fünf Geldplatzierungen, die ihm Preisgelder von mehr als 1,6 Millionen US-Dollar einbrachten. Ende Oktober 2023 gewann Eibinger das Main Event der Triton Series in Monte-Carlo und sicherte sich nach einem Deal mit Adrián Mateos sein bislang mit Abstand höchstes Preisgeld von knapp 3,5 Millionen US-Dollar.

### Preisgeldübersicht
Mit erspielten Preisgeldern von über 17,5 Millionen US-Dollar ist Eibinger der erfolgreichste österreichische Pokerspieler.
| Jahr   | Preisgeld (in $) | Turniersiege |
| ------ | ---------------- | ------------ |
| 2016   | 1.129            | 0            |
| 2017   | 126.962          | 0            |
| 2018   | 4.770.625        | 3            |
| 2019   | 4.227.076        | 3            |
| 2020   | 1.250.684        | 0            |
| 2021   | 0                | 0            |
| 2022   | 1.748.800        | 2            |
| 2023   | 5.719.568        | 1            |
| 2024   | 0                | 0            |
| gesamt | 17.844.844       | 9            |